# Nick Cheung
Nicholas Cheung Ka-fai (張家輝|; nascut el 2 de desembre de 1964) és un actor, cantant i director de cinema de Hong Kong. Va obtenir primer reconeixement pels seus papers a The Conman (1998) i The Tricky Master (1999). Va continuar protagonitzant les pel·lícules Beast Stalker (2008), Sin yan (2010),   Nightfall (2012), Unbeatable (2013), The White Storm (2013), Helios (2015), Keeper of Darkness (2015), Line Walker (2016), Bodies at Rest (2019), and Peg O' My Heart (2024). Per les seves actuacions a Beast Stalker i Unbeatable, Cheung va ser guardonat amb el Premi de Cinema de Hong Kong al millor actor.

## Biografia
Abans va ser un oficial de la Policia Reial de Hong Kong durant quatre anys, però va deixar la feina després que la seva sol·licitud de trasllat al departament d'investigació criminal fos rebutjada. Després va treballar per a la productora cinematogràfica de Danny Lee. El seu debut cinematogràfic és "Thank you, Sir!", com a estudiant a la Royal Hong Kong Cadet School. De 1989 a 1994, va treballar a l'estació de televisió ATV World. Més tard, va deixar ATV i es va unir a una altra estació, TVB. Va deixar TVB el 2004 i va treballar principalment en pel·lícules. La seva fama es va construir a partir de la comèdia de Wong Jing al principi, però ha canviat el seu estil d'actuació per a papers més ombrívols des del 2003. Va ser nominat al seu primer Premi de Cinema de Hong Kong el 1999, i va guanyar el seu primer premi el 2009 pel seu paper a Beast Stalker. Des de llavors, ha estat nominat moltes vegades als Premis de Cinema de Hong Kong i a altres premis de cinema xinesos.
Cheung ha guanyat set premis pel seu paper a Beast Stalker (2008), inclòs el Premi de la Societat de Crítics de Cinema de Hong Kong al millor actor, Premi de pel·lícula de Hong Kong al millor actor i els 46ns Premis de Cinema Cavall d'Or.
El 2013, també va guanyar elogis i premis al millor actor pel seu paper de lluitador de MMA envellit a  Unbeatable.

## Vida personal
Cheung va conèixer l'actriu de Hong Kong Esther Kwan mentre encara treballava a ATV. Es van casar el 8 de desembre de 2003 a Austràlia. La seva filla, Brittany Cheung (張童; Cheung Tung), va néixer el 24 de gener de 2006.
Cheung va guanyar 75 milions de HKD el 2014.

## Filmografia

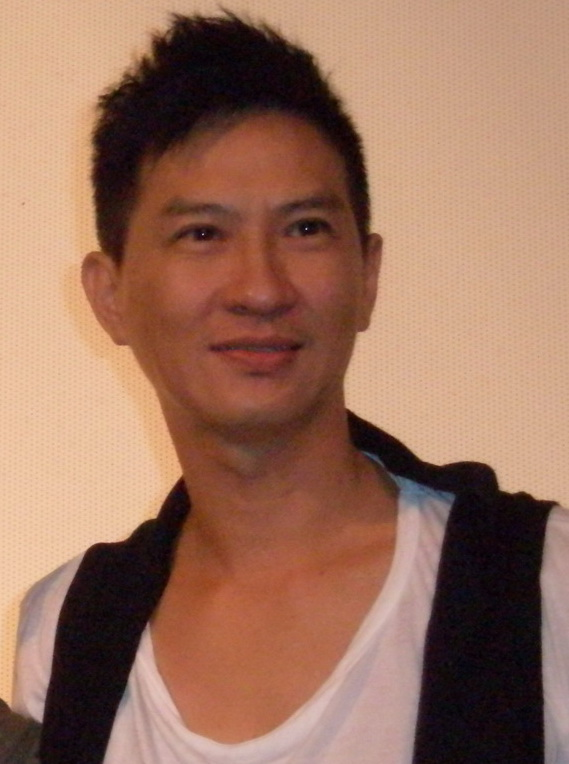
Cheung el 2010

### Cinema
| Any  | Títol                                     | Paper                              | Notes |
| ---- | ----------------------------------------- | ---------------------------------- | --- |
| 1989 | Thank You, Sir                            | Cheung Ka-fai                      | |
| 1989 | News Attack                               | Policia a l’estació                | |
| 1990 | It Takes Two to Mingle                    | Policia                            | a.k.a. Takes Two to Mingle |
| 1990 | Unmatchable Match                         | Policia                            | |
| 1990 | Against All                               | Cheung Ka-fai (Steve)              | a.k.a. Again All |
| 1991 | Red Shield                                | Hui                                | |
| 1992 | Slice of Life                             |                                    | |
| 1992 | The Lucky Family                          | Jiu-choi                           | |
| 1992 | Laser Drama - To Be a Gamble King         | Cigala                             | |
| 1992 | What a Hero!                              | Policia                            | |
| 1992 | The Unleaded Love                         | Chung                              | |
| 1993 | Raped by an Angel                         | Dick                               | a.k.a. Naked Killer 2 |
| 1994 | Born Innocent                             |                                    | |
| 1994 | Shoot to Kill                             | Loo Sek-on                         | |
| 1994 | Wounded Tracks                            | Ma Tian                            | |
| 1995 | Informer                                  |                                    | |
| 1995 | Asian Connection                          | Rocky Sly / Casper                 | |
| 1996 | Moonlight Sonata                          | Keung                              | Telefilm |
| 1996 | Ah Kam                                    | Whacko                             | a.k.a. The Stuntwoman a.k.a. Ah Kam: Story of a Stuntwoman |
| 1998 | The Conman                                | Drac                               | Nominat - Premi de Cinema de Hong Kong al millor actor secundari |
| 1999 | Raped By An Angel 4: The Rapist's Union   | Smart Fai                          | |
| 1999 | Prince Charming                           | Tart                               | |
| 1999 | The King of Debt Collecting Agent         |                                    | |
| 1999 | The Conmen in Vegas                       | Dragon                             | |
| 1999 | The Tricky Master                         | Leung Foon                         | |
| 1999 | He is My Enemy, Partner and Father-in-law | Stallone                           | |
| 1999 | The Lord of Amusement                     | Yeung Chin-wah                     | |
| 2000 | My Name is Nobody                         | No-Name                            | |
| 2000 | The Duel                                  | Dragon 9                           | |
| 2000 | Conman in Tokyo                           | Jersey                             | |
| 2000 | The Teacher Without Chalk                 | Cheung Ying                        | |
| 2000 | Love Correction                           | Anson Cheung                       | |
| 2000 | Clean My Name, Mr. Coroner!               | Fred Cheung                        | |
| 2001 | Day Off                                   | Lok                                | |
| 2001 | Runaway                                   | Dan                                | |
| 2001 | Every Dog Has His Date                    | King Fai                           | |
| 2002 | Time 4 Hope                               | Yuen Kai-chi                       | |
| 2002 | Happy Family                              | Small Han Sang                     | |
| 2002 | The Conman 2002                           | Lee Ka-sing / Dommer               | a.k.a. Conman 2002 |
| 2003 | Fate Fighter                              | Leung                              | |
| 2003 | Shiver                                    | Dr. Ko Chuen                       | |
| 2004 | Love is Love                              | Jia Jia-ming                       | |
| 2004 | Breaking News                             | Insp. Cheung Chi-hang              | |
| 2005 | Election                                  | Jet                                | |
| 2006 | Election 2                                | Jet                                | Nominat – Premi de Cinema de Hong Kong al millor actor secundari |
| 2006 | On the Edge                               | Harry Sin                          | |
| 2006 | Exiled                                    | Wo                                 | |
| 2006 | Wise Guys Never Die                       | Nick Wong                          | |
| 2007 | Sweet Revenge                             | Cheung Siu-chun                    | |
| 2007 | Exodus                                    | Kwan Ping-man                      | Nominada – Premi de Cinema de Hong Kong al millor actor secundari |
| 2008 | My Wife is a Gambling Maestro             | Jay Chou                           | |
| 2008 | Connected                                 | Detective Fai                      | |
| 2008 | Beast Stalker                             | Hung King                          | Premi de la Societat de Crítics de Cinema de Hong Kong al millor actor Premi de Cinema de Hong Kong al millor actor Premi de Cinema Cavall d'Or al millor actor Nominat – Asian Film Award al millor actor secundari                                   |
| 2009 | Red River                                 | A Xia                              | |
| 2009 | To Live and Die in Mongkok                | Fai                                | |
| 2010 | Sin yan                                   | Inspector Don Lee                  | Nominated – Premi de Cinema de Hong Kong al millor actor Nominat – Premis de la Societat de Crítics de Cinema de Hong Kong al millor actor |
| 2011 | The Founding of a Party                   | Liang Qichao                       | |
| 2011 | Treasure Inn                              | Lo Pa                              | |
| 2012 | Nightfall                                 | Wong Yuen-yeung                    | Nominat – Premi de Cinema de Hong Kong al millor actor Nominat – 49ns Premis de Cinema Cavall d'Or al millor actor |
| 2012 | Cross                                     | Wong Mei-bo                        | |
| 2013 | Conspirators                              | Tseng Fung-hei                     | |
| 2013 | Unbeatable                                | Cheng Fai                          | Premis de la Societat de Crítics de Cinema de Hong Kong al millor actor Premis de Cinema de Hong Kong al millor actor Premi del Festival Internacional de Cinema de Xangai al millor actor Nominat – 50ns Premis de Cinema Cavall d'Or al millor actor |
| 2013 | The White Storm                           | Cheung Tsz-wai                     | |
| 2014 | Golden Chicken 3                          | Gordon                             | |
| 2014 | That Demon Within                         | Policia antiavalots                | |
| 2014 | Hungry Ghost Ritual                       | Zong Hua                           | També director |
| 2014 | Temporary Family                          | Hong Siu-long                      | |
| 2015 | From Vegas to Macau II                    | Mark                               | |
| 2015 | Helios                                    | Inspector en cap Eric Lee Yan-ming | |
| 2015 | Keeper of Darkness                        |                                    | També director |
| 2016 | From Vegas to Macau III                   | Mark                               | |
| 2016 | Line Walker                               | Blue                               | |
| 2018 | The Trough                                | Yu Chau                            | També director |
| 2019 | Line Walker 2: Invisible Spy              | Inspector Ching                    | |
| 2019 | Bodies at Rest                            |                                    | |
| 2019 | Hypnotize the Jury                        |                                    | |
| 2019 | Integrity                                 | Hui Chik-yiu                       | |
| 2022 | Warriors of Future                        | Sean Li                            | |
| 2023 | Bursting Point                            | Bond Sir                           | |
| 2023 | Wolf Hiding                               |                                    | |
| 2024 | Peg O' My Heart                           | Choi San-keung                     | També director i guionista |
| TBD  | The Trier of Fact                         |                                    | |

### Televisió
| Any  | Títol                            | Paper                  | Notes                                                 |
| ---- | -------------------------------- | ---------------------- | ----------------------------------------------------- |
| 1990 | No Way Out                       | Chung Kin              |                                                       |
| 1991 | Who is the Winner                | Seeto Siu-ming         |                                                       |
| 1992 | Pride Knows No Love              | Ng Tim-fuk             |                                                       |
| 1992 | Spirit of the Dragon             | Tong Fat               | a.k.a. Story of Bruce Lee                             |
| 1993 | War of the Couple                |                        |                                                       |
| 1993 | Silver Tycoon                    | Yeu Kuk-yen            |                                                       |
| 1993 | Gambler's Dream                  | Ho Sing-long           |                                                       |
| 1993 | Race-Course Fever                | Champion Ma            |                                                       |
| 1993 | Who is the Winner II             | Lau Ka-tsoi            |                                                       |
| 1993 | The Brutal Trial                 | Leung Tin-loi          |                                                       |
| 1994 | The Kung Fu Master               | Fong Sai-yuk           |                                                       |
| 1994 | Beauty Pageant                   |                        |                                                       |
| 1995 | House of Horror: Siren Song      |                        |                                                       |
| 1997 | Mystery Files                    | Siu Cheuk-nam          |                                                       |
| 1997 | A Recipe for the Heart           | Ah Fai                 | Estrella convidada                                    |
| 1997 | Triumph Over Evil                | Cheung Chun-tin        |                                                       |
| 1998 | Secret of the Heart              | Kelvin Kam Leung-wang  | TVB Award al millor actor                             |
| 1998 | Healing Hands                    | Peter Cheung Chong-yip |                                                       |
| 1998 | Moments of Endearment            | Chan Yau-chung         |                                                       |
| 1999 | Game of Deceit                   | Yu Jung-jing           |                                                       |
| 1999 | A Smiling Ghost Story            | Fong Ji-lung           |                                                       |
| 2000 | The Legendary Four Aces          | Tong Bak-fu            | TVB Award al personatge favorit de televisió          |
| 2001 | Law Enforcers                    | Chou Ka-wing           |                                                       |
| 2003 | Ups and Downs in the Sea of Love | Jason Tin Wai-san      |                                                       |
| 2003 | Drunken Kungfu                   |                        |                                                       |
| 2004 | The Last Breakthrough            | Albert Wong Po-fun     |                                                       |
| 2005 | Xin Zui Da Jin Zhi               | Guo Ai                 | a.k.a. Taming of the Shrew a.k.a. Princess Sheng Ping |
| 2007 | Best Selling Secrets             | customer               | Episode 137: "Despicable Big Brother"                 |